# Eucteanus humeralis
Eucteanus humeralis es una especie de coleóptero de la familia Endomychidae.

## Distribución geográfica
Habita en Birmania.